# Museum von Almería

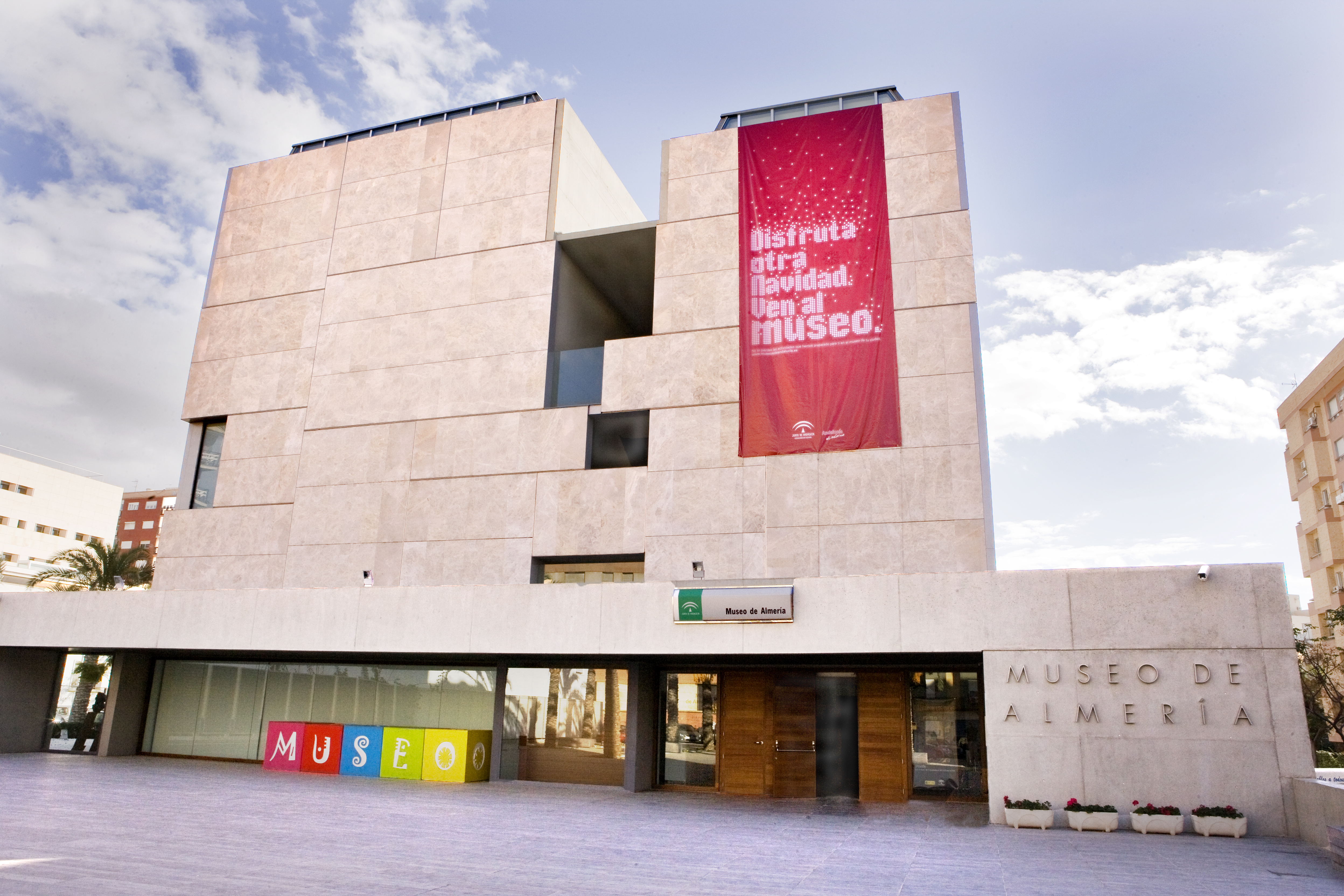
Museum von Almería (Andalusien, Spanien)

Das Museum von Almería (spanisch Museo de Almería) ist das zentrale archäologische Museum der Provinz Almería in der südspanischen Region Andalusien. Das Museum befindet sich ca. 1 km östlich des Zentrums von Almería in der Carretera de Ronda 91.

## Geschichte
Der erste Versuch, in Almería ein Museum zu gründen, geht auf das 19. Jahrhundert zurück. In den 80er Jahren des 19. Jahrhunderts entdeckten die belgisch-spanischen Bergwerksingenieure Henri und Luis Siret die archäologisch bedeutsame Stätte von El Argar; die Entdeckung von Los Millares, der bekanntesten prähistorischen Ausgrabungsstätte der Region, folgte im Jahr 1891. Während seiner archäologischen Ausgrabungen stellte Luis Siret eine bedeutende Sammlung zusammen, die er dem Museo Arqueológico Nacional de España in Madrid mit der Bedingung vermachte, dass ein Teil der Sammlung in Almería verbleiben solle. Dem wurde während der Zeit der Zweiten spanischen Republik zugestimmt, als das Archäologische Museum öffnete. Zuerst gab es nur zwei kleine Räume, die im Jahr 1934 von der Escuela de Artes y Oficios bereitgestellt wurden. Die Sammlung beinhaltete allerdings nicht die Stücke, von denen Luis Siret gehofft hatte, dass sie in Almería bleiben würden.
Im Jahr 2006 bezog das Museum ein von Ignacio García Pedrosa und Ángela García de Paredes entworfenes neues Gebäude, das bereits 2004 zwei Auszeichnungen (PAD und ARCO) gewonnen hatte. Das Gebäude war zudem Finalist bei der Vergabe des Fostering Arts and Design (FAD) Award im Jahr 2005 und drei Jahre später Teil des Wettbewerbs „Europäisches Museum des Jahres“.

## Museum
Die Sammlung des Museums ist auf drei Etagen verteilt. Das Gebäude ist um eine zentrale Hauptsäule organisiert, eine zentrale Achse, um welche die drei Etagen gruppiert sind.

## Dauerausstellung
Die Dauerausstellung befindet sich im ersten und zweiten Stock. Der Fokus liegt vor allem auf der Jäger- und Wildbeuter-Gesellschaft, der Gesellschaft von Los Millares und von El Argar aus Antas, Almería. Im zweiten Stock gibt es eine Metall-Struktur in der Mitte des Raumes, die „Kreislauf des Lebens“ genannt wird. Gefundene Materialien und Objekte geben Hinweise zu Handel und Krieg in der Millares-Gesellschaft. Außerdem gibt es Objekte, die mit dem täglichen Leben in der Siedlung in Verbindung stehen. Das „Kreislauf des Lebens“-Display zeigt mit einer Video-Projektion, Schatten und Soundeffekten mehr über die gemeinsame Benutzung von Gräbern und über die Rituale, die bei jedem neuen Begräbnis stattfanden. Des Weiteren gibt es eine interessante Anordnung von Wänden, die sich vom Boden bis zur Decke entwickeln, mit der Absicht darzustellen, wie die Gesellschaft an den Berghängen mit ihren Terrassen-Häusern und der restlichen Umgebung gelebt hat, vor allem in Fuente-Àlamo, Cuevas del Almanzora, Almería. Der Bereich enthält kleine Räume mit Glasvitrinen, die u. a. große Behälter, Bronze-Waffen, Silber- und Goldobjekte und Keramik enthalten.
Im dritten Stock befindet sich die Dauerausstellung mit einer großen Sammlung römischer und andalusischer Fundstücke. Besonders zu beachten ist die wunderschöne Skulptur auf dem Mosaikfragment. Es handelt sich hierbei um den Gott Bacchus. Dieser wurde in dem römischen Bezirk Chirivel, im nördlichen Teil von Almería ausgegraben. Außerdem zeigt die Ausstellung weitere Fundstücke, die die römischen Einflüsse auf der Iberischen Halbinsel, speziell in Almería widerspiegeln. Auch eine Kollektion muslimischer Grabsteine, die hauptsächlich in Almería hergestellt wurden, findet sich hier. Der große Würfel in der Mitte des Raumes besteht im Inneren aus kleinen Schränken und Fächern, die für das Kalifat von Córdoba bestimmt sind. Man kann hier Keramik, Spielzeug und Münzen finden.

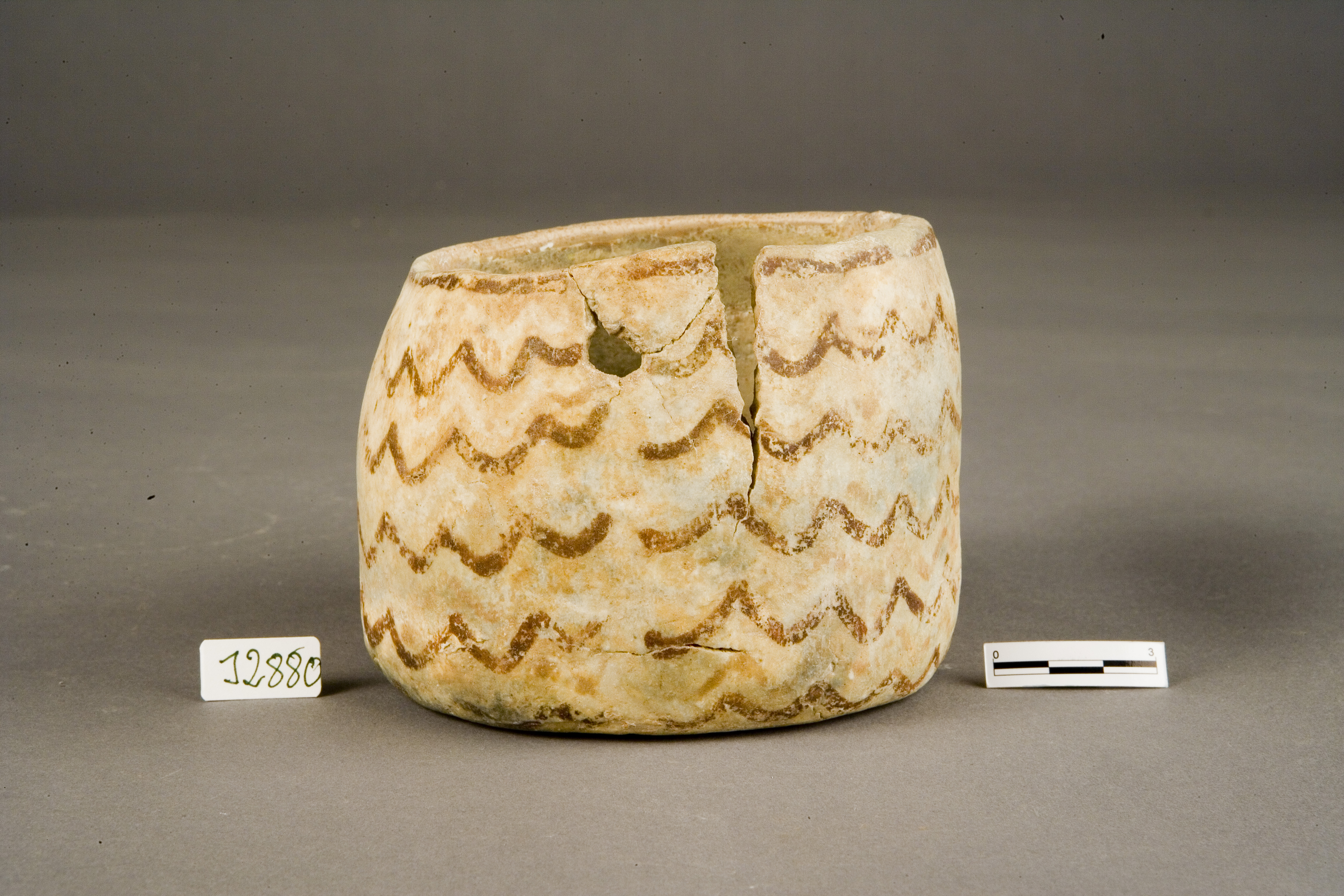
Armreif aus Knochen aus Los Millares
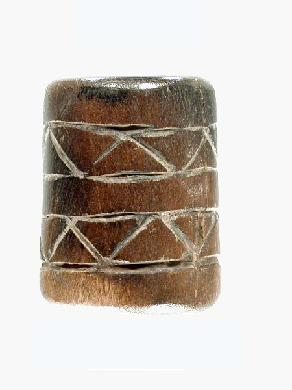
Anhänger/Amulett mit geometrischen Motiven
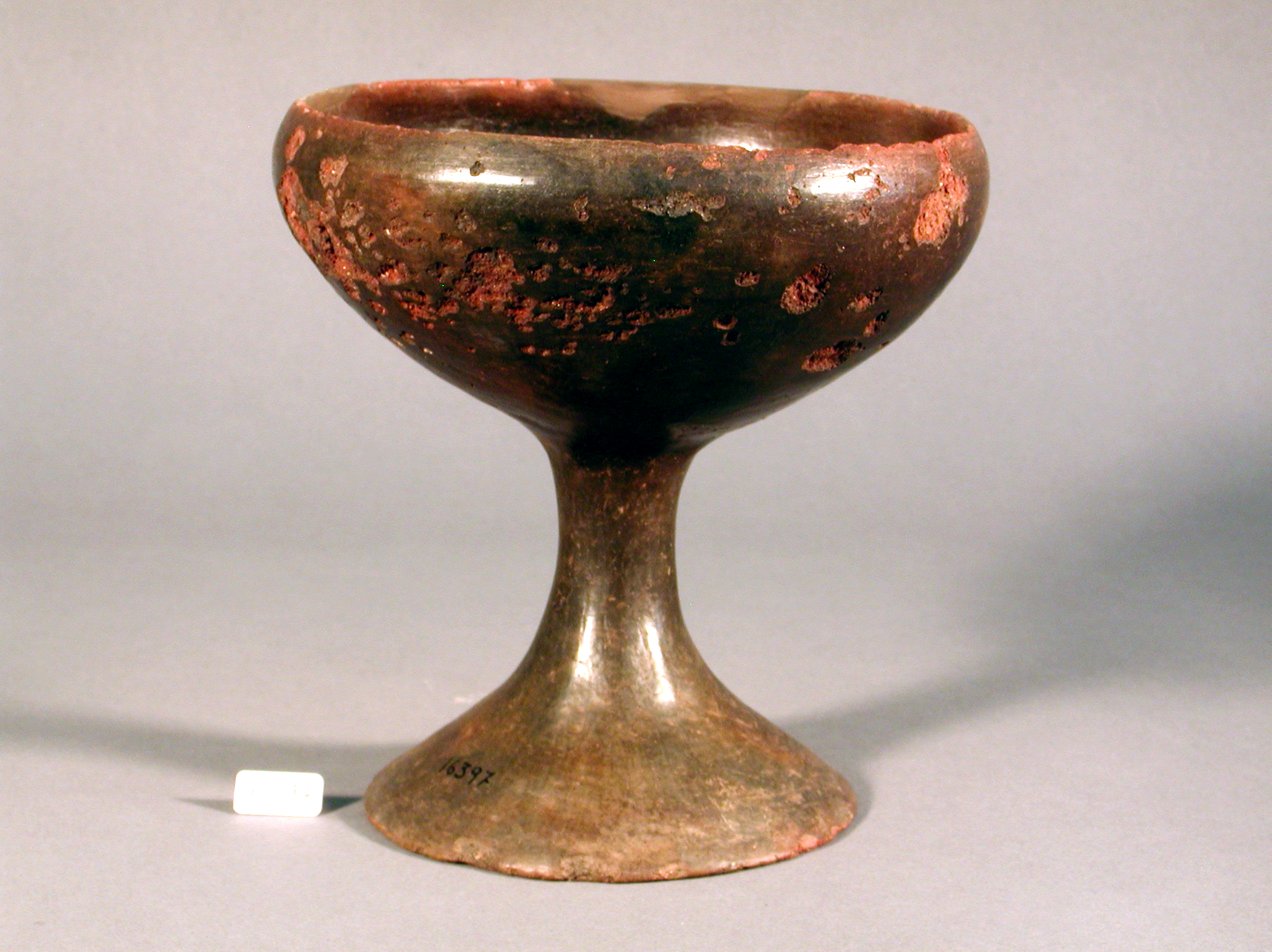
Eleganter Kelch aus „El Argar“
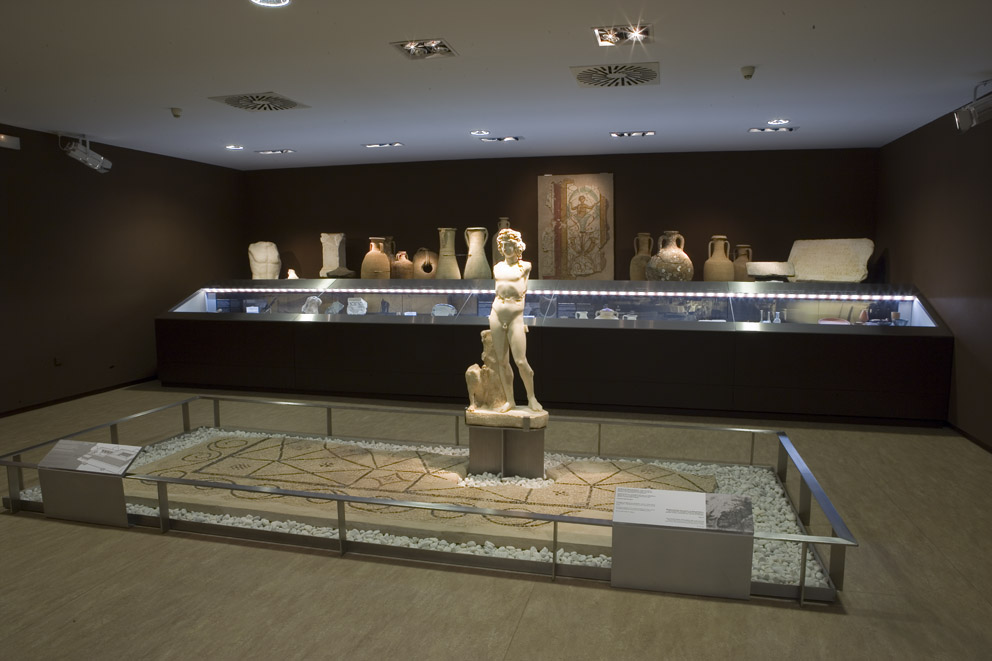
Römischer Saal mit Bacchus-Statue und kleinem Bodenmosaik
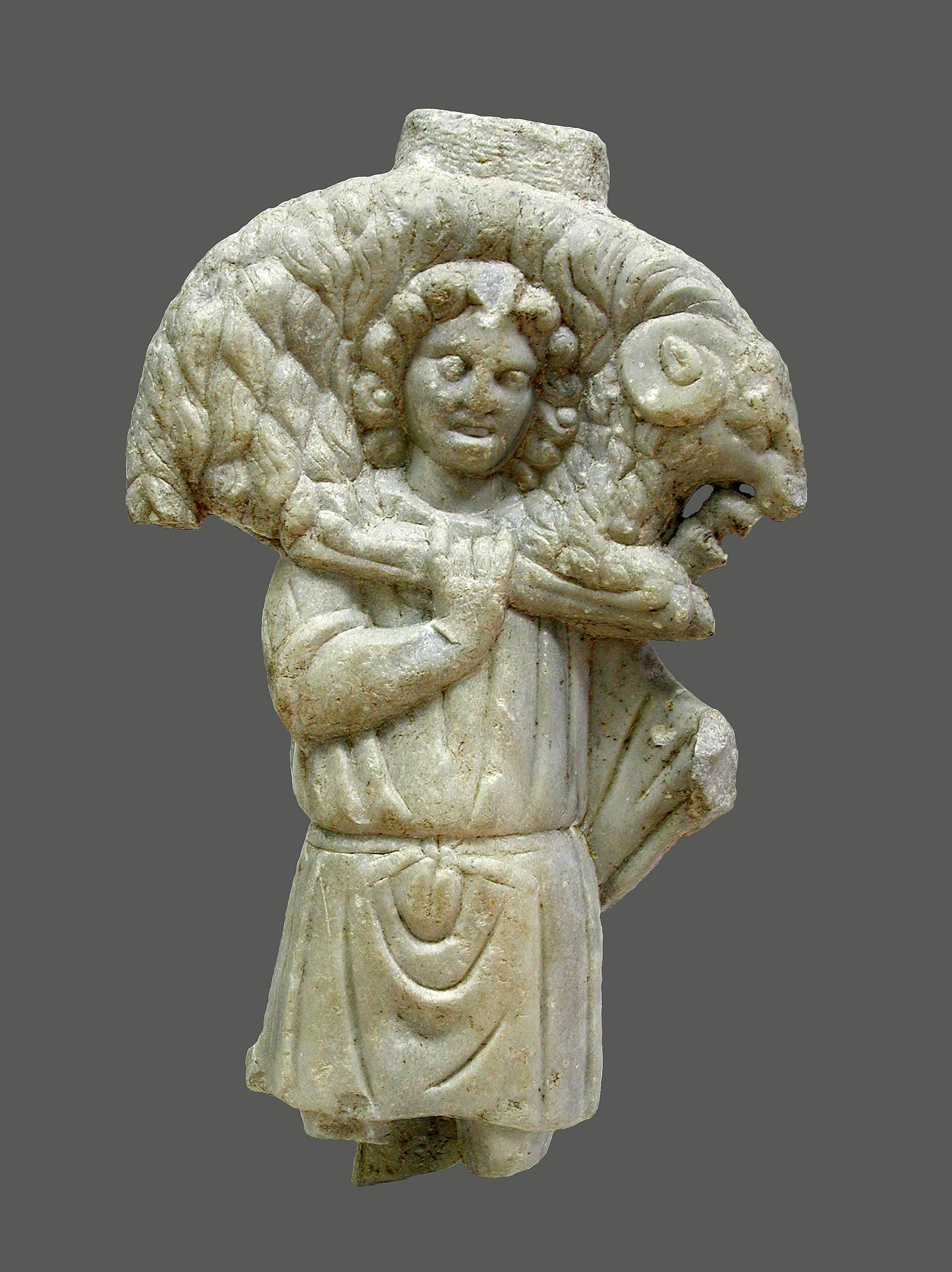
Vorchristlicher Guter Hirte
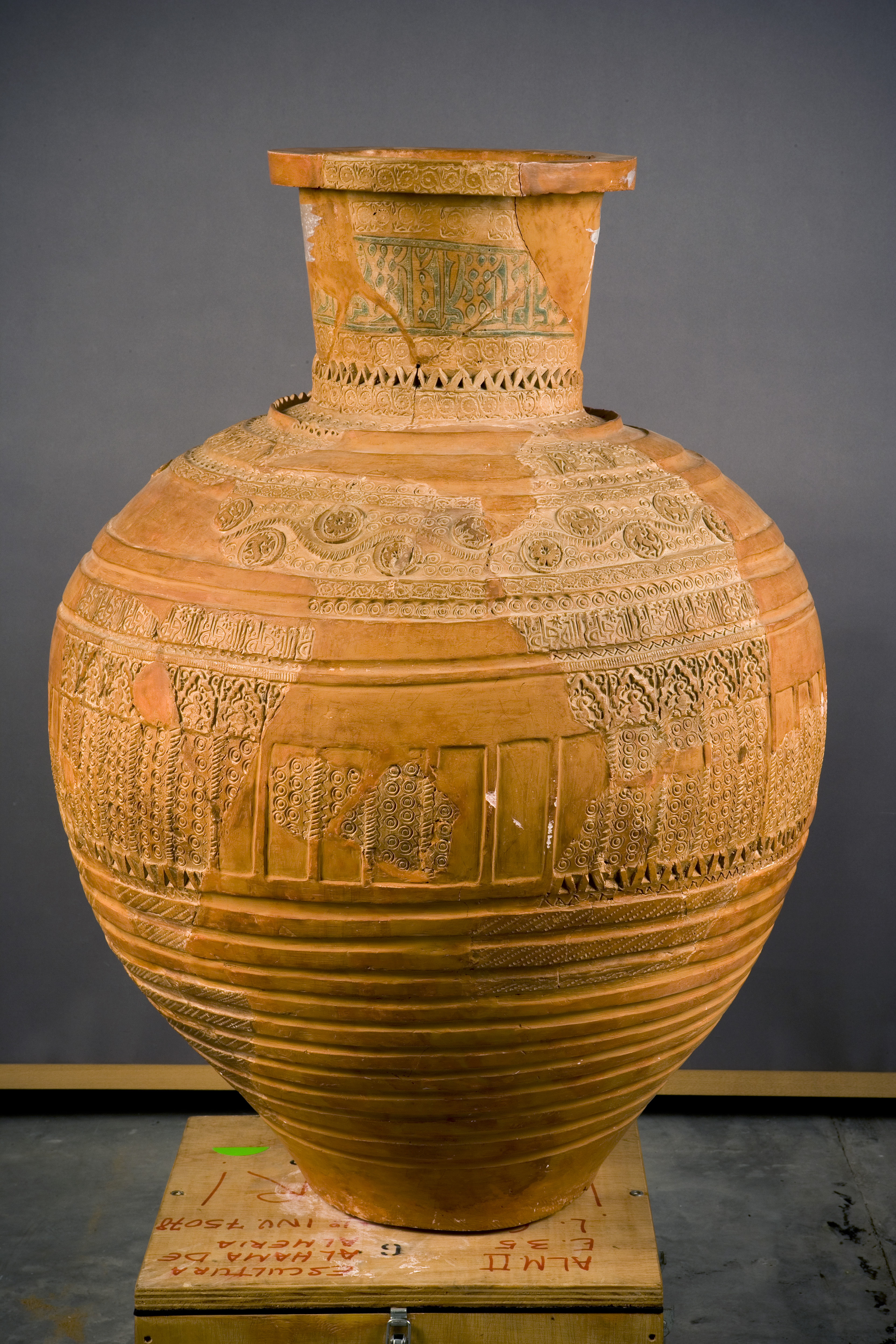
Verzierte Vase aus almohadischer Zeit